# Veikko Hakulinen
Veikko Johannes Hakulinen, né le 4 janvier 1925 et mort le 24 octobre 2003, est un fondeur et biathlète finlandais. Il remporte trois titres aux Jeux olympiques, dont un en relais, et quatre autres médailles olympique, trois en argent et une de bronze. Il remporte également sept médailles en championnats du monde de ski nordique, trois d'or, trois d'argent et une de bronze. Il remporte également une médaille d'argent lors de championnats du monde de biathlon.

## Biographie

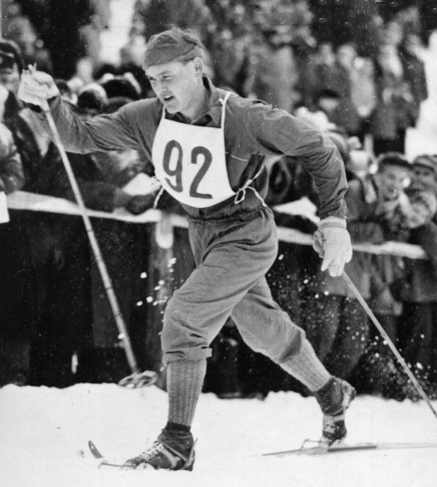
Veikko Hakulinen, en 1952.

Pour sa première participation aux Jeux olympiques d'hiver, il dispute les épreuves de ski de fond des Jeux de 1952 à Oslo. Il remporte le cinquante kilomètres. Pour le quatre fois dix kilomètres, les sélectionneurs finlandais lui préfèrent Urpo Korhonen. En 1953, il confirme ces résultats avec deux victoires au Festival de ski d'Holmenkollen, sur le dix-huit kilomètres et le cinquante kilomètres. Un an plus tard, il dispute ses premiers championnats du monde, lors de l'édition de Falun. Pour sa première épreuve, il termine premier du quinze kilomètres, devançant deux autres compatriotes, Arvo Viitanen et August Kiuru, puis remporte la médaille d'argent du trente kilomètres derrière le fondeur soviétique Vladimir Kuzin. Ces deux coureurs terminent dans le même ordre sur le cinquante kilomètres. Il remporte sa quatrième médaille en quatre courses, sa deuxième médaille d'or, n s'imposant lors du relais quatre fois dix kilomètres.
Lors des Jeux de 1956 à Cortina d'Ampezzo, il remporte la médaille d'or lors du trente kilomètres devant le Suédois Sixten Jernberg et Pavel Kolchin puis termine quatrième du quinze kilomètres. Sur le cinquante kilomètres, il est devancé par Sixten Jernberg. Lors de la dernière course, le relais, la Finlande termine deuxième derrière l'Union soviétique et devant la Suède.
Dans le cadre des mondiaux de 1958 de Lahti, il commence par une sixième place du trente kilomètres, remporté par son compatriote Kalevi Hämäläinen. Il remporte ensuite le quinze kilomètres devant deux Soviétiques, Pavel Kolchin et Anatoly Shelyukhin et termine troisième avec le relais finlandais, derrière la Suède et l'Union soviétique. Lors de la dernière course, le cinquante kilomètres, son rival suédois Sixten Jernberg le devance, un autre Finlandais Arvo Viitanen terminant troisième.

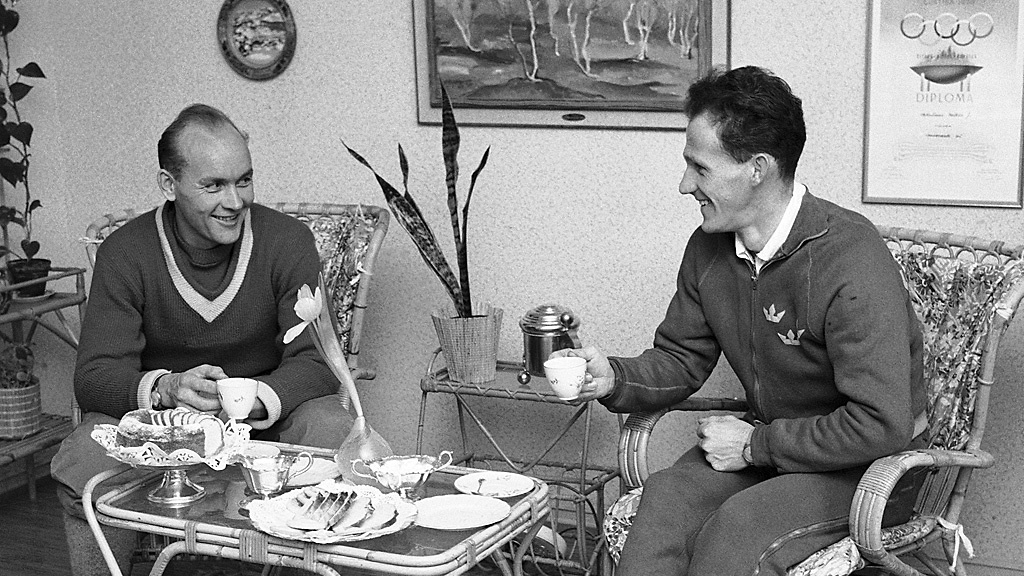
Hakulinen, à gauche, et son rival suédois Sixten Jernberg.

À Squaw Valley, lors des Jeux de 1960, il termine sixième du trente kilomètres, course remportée par Sixten Jernberg. Il termine ensuite troisième du quinze kilomètres, derrière le Norvégien Håkon Brusveen et Sixten Jernberg. La Finlande remporte le relais en devançant la Norvège et l'Union soviétique. Sur le cinquante kilomètres, il termine deuxième, devancé par Kalevi Hämäläinen.
Il se destine ensuite à une carrière en biathlon. Il remporte la médaille de bronze sur le relais trois fois 7,5 kilomètres lors des mondiaux de 1963 à Seefeld in Tirol, terminant également sixième du vingt kilomètres. Il participe ensuite à sa quatrième édition des Jeux d'hiver, lors Jeux de 1964 à Innsbruck, où il est le porte-drapeau finlandais. Il y termine à la quinzième place du vingt kilomètres. Lors des mondiaux suivant, à Elverum en 1965, il termine cinquième avec le relais et 31e sur le vingt kilomètres.
Hakulinen prend part à des compétitions nationales dans d'autres sports que sont la course à pied, le ski d'orientation, l'aviron.
Il meurt à Valkeakoski dans un accident de la route le 24 octobre 2003.

## Palmarès
Veikko Hakulinen participe à quatre éditions des Jeux olympiques, trois en ski de fond en 1952, 1956 et 1960 et une en biathlon en 1964. Il remporte sept médailles, toutes en ski de fond, dont trois titres, trois médailles d'argent et une de bronze.
| Épreuve / Édition      | Ski de fond                         | Ski de fond                      | Ski de fond                        | Ski de fond                        | Biathlon |
| Épreuve / Édition      | 15 km ou 18 km                      | 30 km                            | 50 km                              | Relais 4 × 10 km                   | 20 km    |
| 1952 Oslo              | —                                   | Épreuve inexistante à cette date | Médaille d'or, Jeux olympiques     | —                                  | —        |
| 1956 Cortina d'Ampezzo | 4e                                  | Médaille d'or, Jeux olympiques   | Médaille d'argent, Jeux olympiques | Médaille d'argent, Jeux olympiques | —        |
| 1960 Squaw Valley      | Médaille de bronze, Jeux olympiques | 6e                               | Médaille d'argent, Jeux olympiques | Médaille d'or, Jeux olympiques     | —        |
| 1964 Innsbruck         | —                                   | —                                | —                                  | —                                  | 15e      |

Légende :
- : première place, médaille d'or
- : deuxième place, médaille d'argent
- : troisième place, médaille de bronze
- : épreuve non disputée lors de cette édition
- — :  épreuve non disputée par l'athlète

### Championnats du monde

#### Ski de fond
Veikko Hakulinen remporte trois titres mondiaux, deux en 1954, édition où il remporte une médaille lors de toutes les épreuves avec deux autres médailles d'argent, et un en 1958 où il remporte également une médaille d'argent et une médaille de bronze.
| Épreuve / Édition | 15 km                         | 30 km                             | 50 km                             | Relais 4 × 10 km                   |
| 1954 Falun        | Médaille d'or, Coupe du Monde | Médaille d'argent, Coupe du Monde | Médaille d'argent, Coupe du Monde | Médaille d'or, Coupe du Monde      |
| 1958 Lahti        | Médaille d'or, Coupe du Monde | 6e                                | Médaille d'argent, Coupe du Monde | Médaille de bronze, Coupe du Monde |

Légende :
- : première place, médaille d'or
- : deuxième place, médaille d'argent
- : troisième place, médaille de bronze

#### Biathlon
Veikko Hakulinen remporte une médaille lors de championnats du monde de biathlon, lors de l'édition de 1963 à Seefeld en Autriche où il remporte la médaille d'argent en relais 3 × 7,5 km.

## Distinctions
- Personnalité sportive finlandaise de l'année : 1952, 1953, 1954 et 1960.
- Il reçoit la Médaille Holmenkollen en 1955.